# Monastère des Ursulines de Québec
Le monastère des Ursulines de Québec, fondé en 1639, est la plus ancienne institution d'éducation pour les femmes de l'Amérique du Nord.

## Histoire

### Origines

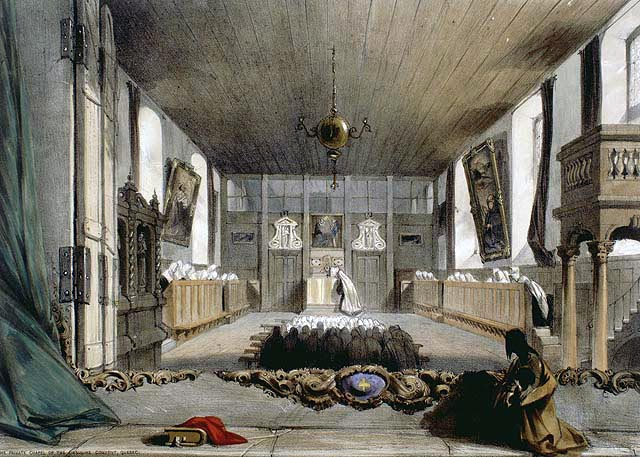
La chapelle privée du monastère des Ursulines, tableau de 1840.

Les premiers membres de l'Ordre de Sainte-Ursule arrivent en Nouvelle-France le 1er août 1639. Un couvent est établi par Marie de l'Incarnation, aidée par la riche veuve Marie Madeleine de la Peltrie, dans la basse-ville du Vieux-Québec. Trois ans plus tard, elles déménagent à l'emplacement actuel du monastère, lieu qui leur est cédé par la Compagnie de la Nouvelle-France. Leurs premiers élèves étaient des filles amérindiennes, avec qui elles eurent de meilleurs résultats qu'en avait eu les jésuites avec les garçons. Ce premier couvent brûle en 1650.
Le missionnaire Jérôme Lalemant, qui évangélisa les Hurons, établit des règles de fonctionnement pour l'institution religieuse. La première célébration de la fête du Nouveau Monde eut lieu dans le couvent le 18 juin 1700. Le registre de la Confrérie du Sacré-Cœur débute en 1716. Le pape Clément XI l'a enrichie d'indulgences en 1718.
Le couvent a subi le siège et le bombardement de Québec en 1690, et un second siège par James Wolfe en 1759. Le couvent des Ursulines, au cœur de la Haute-Ville, est endommagé par les bombardements la première nuit. Les sœurs doivent se réfugier à l'Hôpital général de Québec à St-Charles, à l'Ouest de la ville. Après la bataille du 13 septembre 1759, au terme de laquelle la garnison de Québec se rendit à l'armée de Wolfe, le général français, Montcalm, tué pendant les combats, fut enterré la nuit dans la chapelle du couvent.
Le premier gouverneur anglais, Murray, a utilisé une partie du monastère comme quartier général. Les gouverneurs et les vice-rois, et anglais et français, furent toujours respectueux envers l'institution.

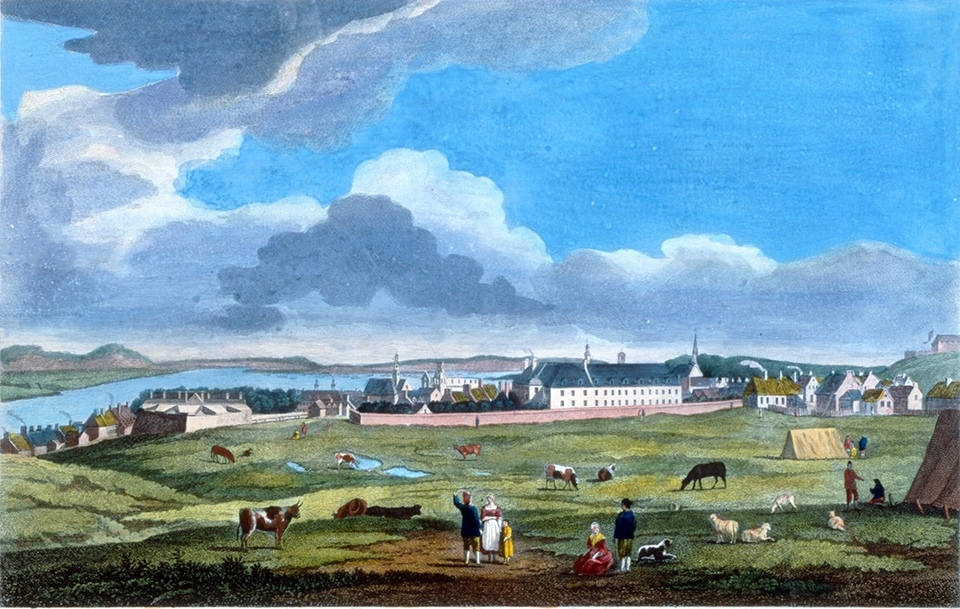
Vue en 1761.
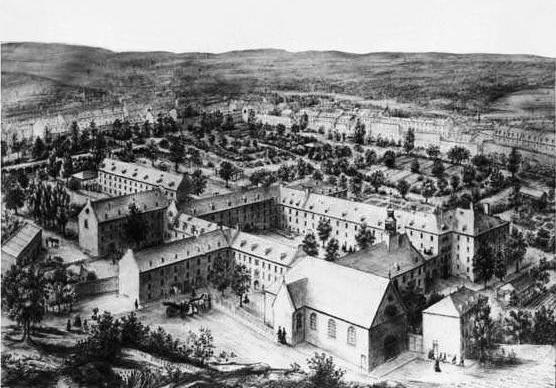
Le monastère en 1879.
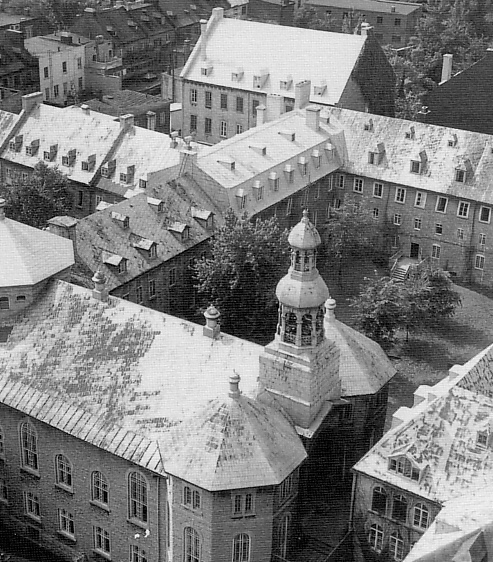
Le monastère en 1940.

### De nos jours
Le couvent des Ursulines de Québec est reconnu comme patrimoine de l'Unesco. On y retrouve de nos jours la chapelle des Ursulines et le musée des Ursulines de Québec. L'école des Ursulines de Québec, toujours en activité, accueille aussi des garçons depuis 2010. Cette école possède un second campus à Loretteville.
Le 18 septembre 2018, les Ursulines et les employés ont quitté progressivement le monastère. Les Ursulines se sont installées dans une résidence pour personnes âgées. La Ville de Québec devait se pencher sur la nouvelle vocation du monastère. Elle n’exclut pas d’aménager le nouveau siège de l’Organisation des villes du patrimoine mondial à l’intérieur de ses murs.

## Personnalités associées

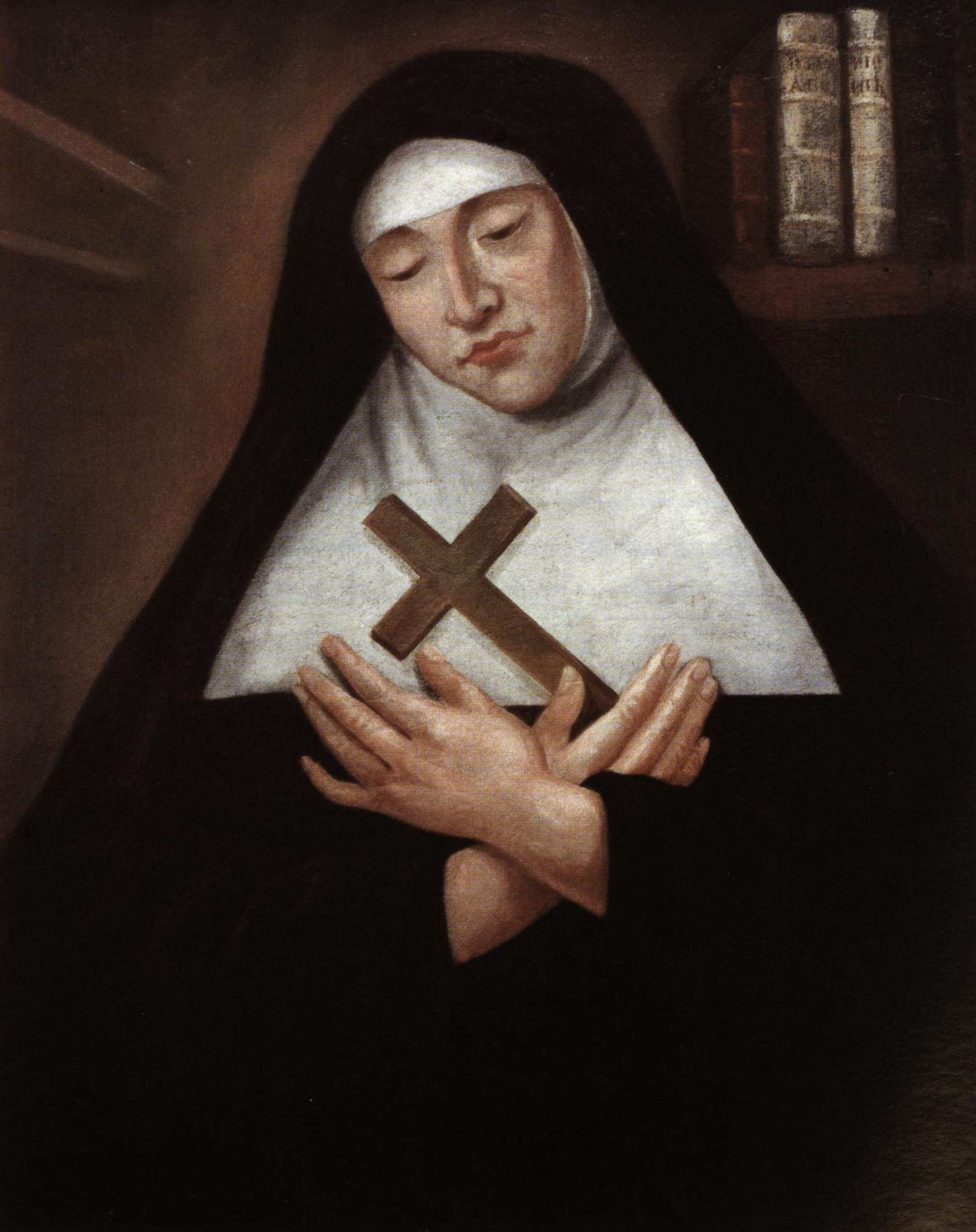
Marie de l'Incarnation.
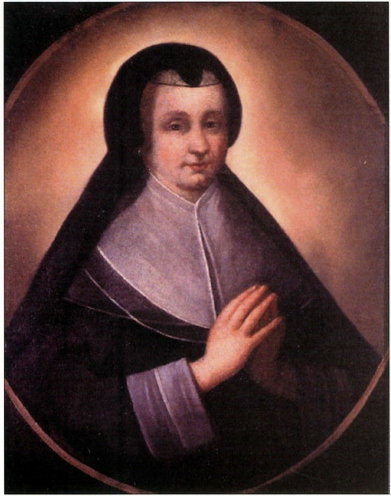
Madeleine de la Peltrie.
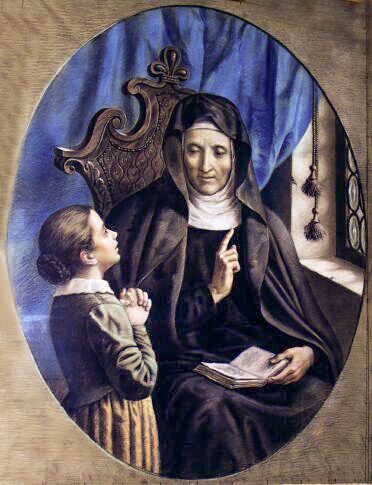
Angèle Mérici.

Marguerite d'Youville, fondatrice des Sœurs de la Charité de Montréal, dites les "Sœurs Grises", fut élève au couvent des Ursulines.
La première Mère Supérieure élue, après la conquête de la Nouvelle-France, était Mère Esther Marie-Joseph Wheelwright de l'Enfant Jésus. Celle-ci avait été prise captive lors d'un raid et adoptée par une famille d'Abénaquis. Elle fut libérée des Abénaquis par le prêtre jésuite Père Bigot, et elle fut aussi une protégée du Gouverneur Général de la Nouvelle-France, Philippe de Rigaud de Vaudreuil..  